# デイヴィッド・マクスウェル・ファイフ (初代キルミュア伯爵)
初代キルミュア伯爵デイヴィッド・パトリック・マクスウェル・ファイフ（英: David Patrick Maxwell Fyfe, 1st Earl of Kilmuir, GCVO, PC, QC、1900年5月29日 - 1967年1月27日）は、イギリスの政治家、法律家、貴族。
ニュルンベルク裁判においてイギリスの実質的な首席検事を務めた。

## 経歴

### 戦前・戦中
1900年5月29日、スコットランド・エディンバラに教師ウィリアム・ファイフの息子として生まれる。
ジョージ・ワトソン・カレッジに在学中に第一次世界大戦が勃発し、スコッツガーズに従軍。戦後、オックスフォード大学ベリオール・カレッジとグレイ法曹院で学ぶ。1922年にオックスフォード大学からバチェラー・オブ・アーツの学位を取得し、また法廷弁護士資格を取得した。
1934年に勅選弁護士となる。1935年にリヴァプール・西ダービー選挙区から選出されて庶民院議員となる。所属政党は保守党だった。
1942年から1945年まで法務次官、1945年5月から8月までは法務総裁を務めた。また1942年にナイトに叙任され、1945年に枢密顧問官(PC)に列せられた。

### ニュルンベルク裁判
第二次世界大戦後、アメリカ、イギリス、ソ連首脳の決定により、ゲーリング以下ドイツ政府幹部は戦犯として裁かれることになり、1945年6月にイギリス代表のファイフ、アメリカ代表のジャクソン、ソ連代表ニキチェンコらがロンドンの英国国教会本部に集まり、ニュルンベルク裁判の法的根拠となる事後法「ロンドン憲章」を制定した。「上官の命令だった」や「お互いさま（連合軍も同じことをやっている）」の抗弁は認めないという憲章の方針は、ファイフが自分のクラブにジャクソンを誘った際の二人の駄弁りで決められた。
その後、それに基づいて実施されるニュルンベルク裁判のイギリス首席検事に内定した。ところが1945年7月の総選挙でチャーチル率いる保守党が敗れたため（ファイフはかろうじて再選）、法務総裁の座は労働党のハートレイ・ショウクロスに代わった。ニュルンベルク裁判イギリス首席検事の地位もショウクロスに代えられることになったが、ショウクロスは終わった第二次大戦のことなど関心がなく、本国に残ってアトリー政権の政治改革に尽力したがっていた。そのためファイフに引き続きイギリス首席検事に留まってほしいと願っていた。結局ショウクロスが首席検事となったものの、通常の検事の業務は全てファイフに委ねることになった。
1946年3月に最主要被告人ゲーリングが証言台に立った。アメリカ検事ジャクソンはゲーリングに論破されて発狂するなど醜態を晒すことが多かったが、ファイフは、ゲーリングを有効に追い詰めた。サガン捕虜収容所から脱走した英軍捕虜がゲシュタポに殺害された事件（この事件は映画『大脱走』で有名）について、「休暇をとっていた」として関与を否定するゲーリングに対し、ファイフはゲシュタポの銃殺はゲーリングの休暇終了後も行われていたことを立証してゲーリングの不作為責任を追及した。さらにホロコーストについて、「自分が知っているのはユダヤ人の移送計画だけで、ユダヤ人絶滅政策は知らなかった」「総統もどのくらいの規模で行われていたか知らなかったであろう」と主張するゲーリングに対し、ヒトラーがハンガリー摂政ホルティとの会談の中でユダヤ人絶滅政策を公言していることや、1942年にゲーリングがある地域のユダヤ人について「生き残っているユダヤ人は数名、数万人が処置済みです」と書いた報告書を証拠として提出することでゲーリングの証言の信憑性に傷を付けることに成功した。
前日にはアメリカ検事をやっつけたことで得意になっていたゲーリングも、この日の出来には不満げな様子で、独房を回っていたギルバートに対し「今日の私の出来はよくなかったな。君もそう思っているだろ？忘れないでもらいたいのは、私が相手にしているのがアメリカ、イギリス、フランス、ソ連の最高の法律家だってことだ。こっちはひとりきりだぞ。検事たちだって私がなかなかのものだと思っているだろうよ」と愚痴を漏らした。

### 戦後
1951年10月から1954年10月まで第2次チャーチル内閣で内務大臣を務め、ついで1954年10月から1962年7月まで第2次チャーチル内閣、イーデン内閣、マクミラン内閣の三代の内閣で大法官を務めた。
1953年にはロイヤル・ヴィクトリア勲章ナイト・グランド・クロス（GCVO）を受勲した。
1954年10月19日に連合王国貴族「カウンティ・オブ・サザーランドにおけるクレイックのキルミュア子爵（Viscount Kilmuir, of Creich in the County of Sutherland）」に叙され、庶民院から貴族院へ移籍する。
1960年にオックスフォード大学ベリオール・カレッジからマスター・オブ・アーツの学位を取得した。
1962年7月20日に連合王国貴族「カウンティ・オヴ・サザーランドにおけるドーノックのドーノックのファイフ男爵（Baron Fyfe of Dornoch, of Dornoch in the County of Sutherland）」および「キルミュア伯爵（Earl of Kilmuir）」に叙せられた。
1967年1月27日に死去した。三人の子供があったが、いずれも女子だったため、爵位は彼の死とともに消滅した。

## 人物
肌が浅黒かった。背の低い肥満体型（いわゆる「ずんぐり」体型）だった。
反対尋問の名手でニュルンベルク裁判でもその腕前を遺憾なく発揮した。彼によれば反対尋問には3つの原則があるといい、第一の原則は「答えの分かっている質問のみせよ」、第二の原則は「相手に打ち負かされる可能性のある質問は捨てろ」、第三の原則は「相手から出てくる気のきいた余談、皮肉、無礼な言葉は無視しろ」であるという。アメリカ検事ジャクソンは道義的な怒りに重きを置いたのに対して、ファイフは相手を打ち負かすことだけ考えている点で対照的だったという。